# タラモア・デュー

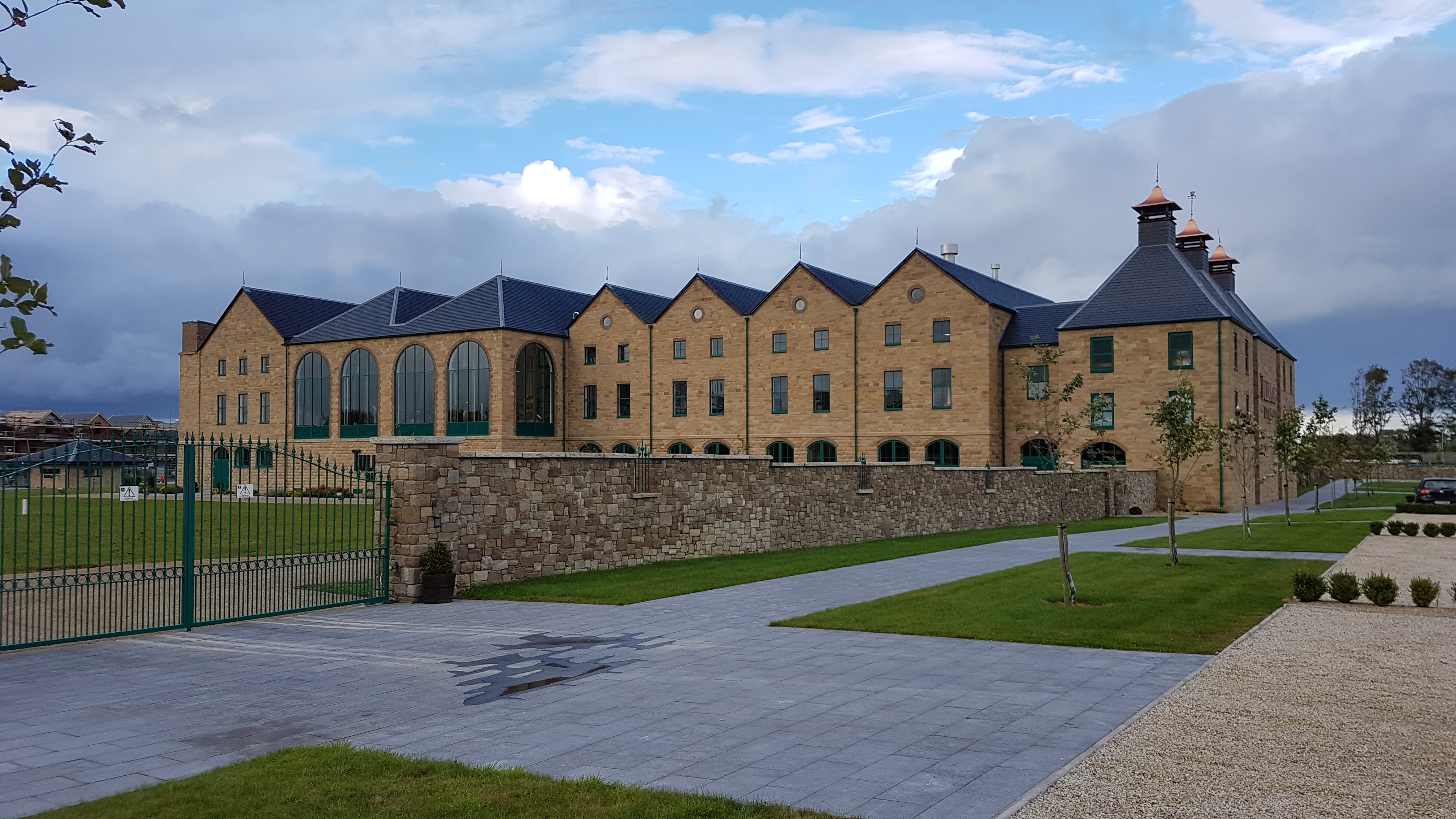
新タラモア蒸留所

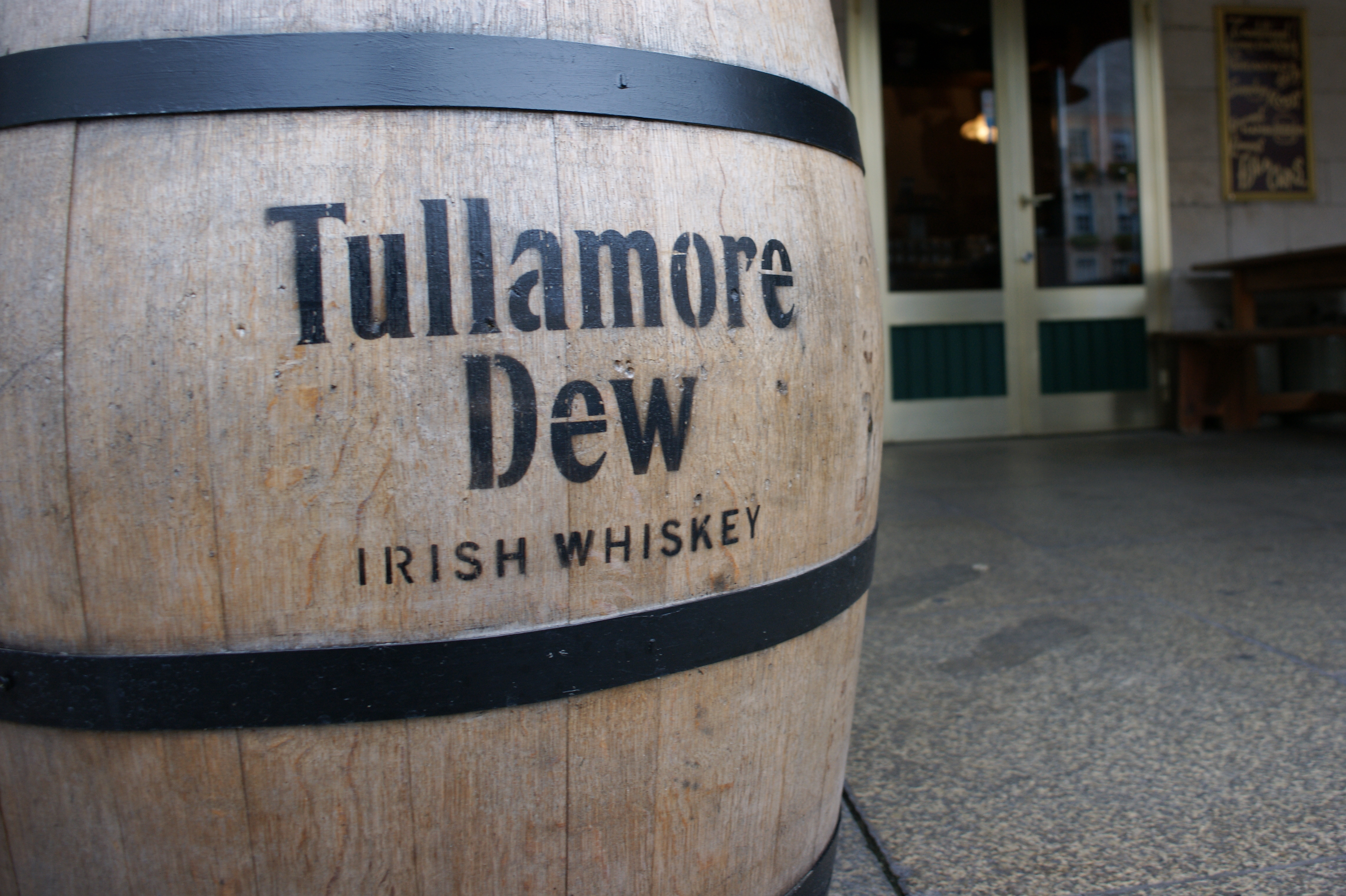
ブランドが印字された樽

タラモア・デューは、ウィリアム・グラント＆サンズ社が製造している世界で2番目に大きいアイリッシュ・ウイスキーの販売ブランドで、2015年の時点で年間950,000ケース以上を販売している。

## 概要
このウイスキーは元々、1829年にアイルランドのオファリー県タラモアに設立された旧タラモア蒸留所で生産されていた。
名前は、元の蒸留所の責任者で後に所有者となるダニエル・E.ウィリアムズのイニシャル（D.E.W.）に由来している。1954年、旧蒸留所は閉鎖され、ウィスキーの在庫が少なくなったため、このブランドは1960年代に別のアイルランドの蒸留所であるジョン・パワーズ＆サン社に売却され、その後3つの主要なアイルランドの蒸留所の合併に続いて1970年代にコーク県のミドルトン蒸留所（New Midleton Distillery）に生産が移された。
2010年に、タラモア郊外に新しい蒸留所を建設したウイリアム・グラント＆サンズ社がこのブランドを買い、2014年にオープンして60年の休眠の後にウイスキーの生産をタラモアの町に復活させた。
2012年、ビジターセンターが、以前は元の蒸留所に属していた改装済みの保税倉庫に開設され、ガイド付きツアーと50分から5時間の範囲での個別指導テイスティング講座が開かれている。

## 歴史

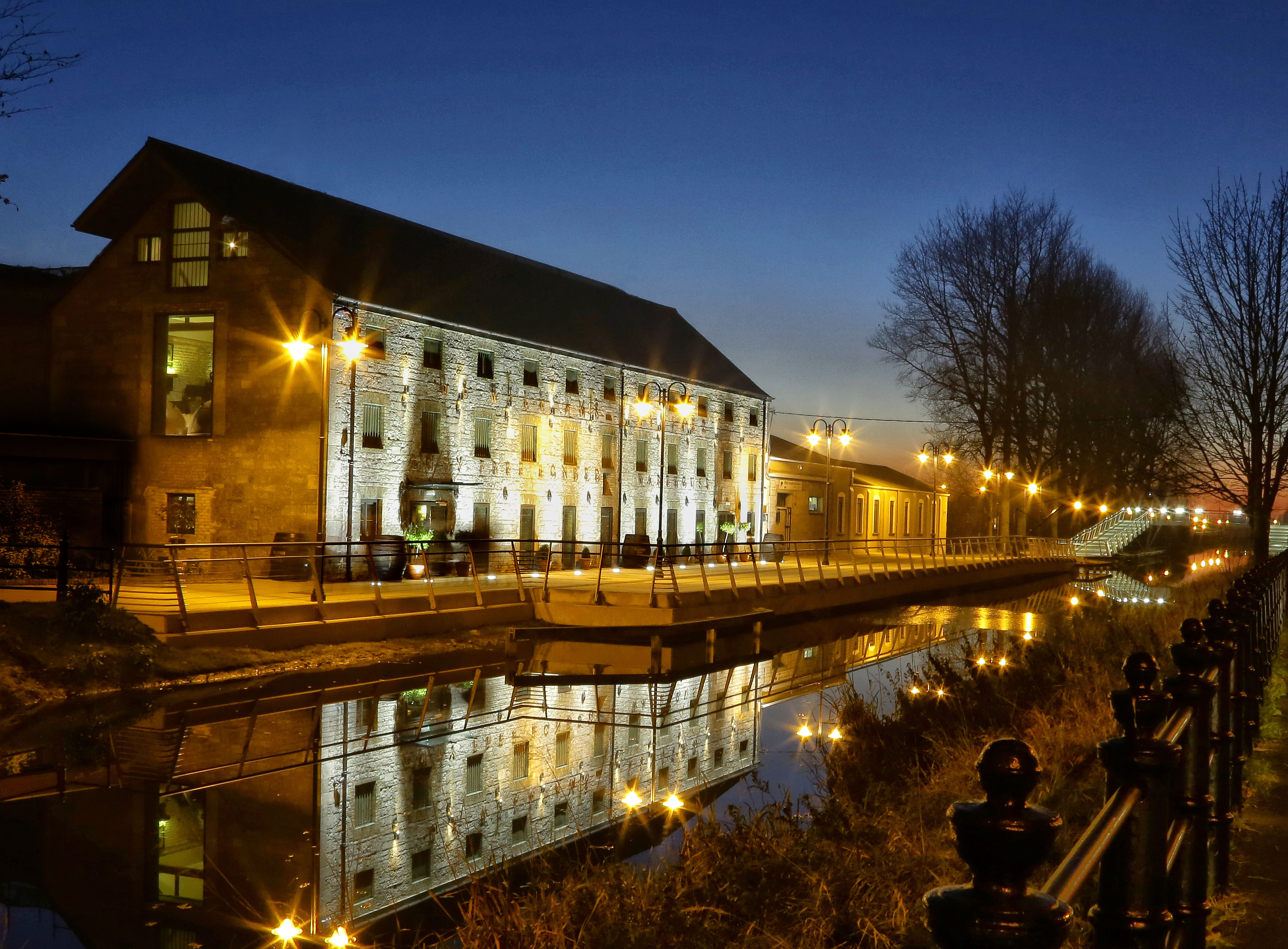
タラモアのベリーキーにあるビジターセンターは、旧蒸留所が所有していた保税倉庫にある。

タラモア・デューの起源はマイケル・モロイによってタラモアに蒸留所が設立された1829年まで遡る。彼の死後、蒸留所は、甥のバーナード・デイリーに最終的に譲られ、ダニエル・E.ウィリアムズを蒸留所の責任者に任命した。ウィリアムズの注意深い監督の下で、蒸留所は拡大し繁栄して、彼のイニシャル（D.E.W.）が付いたウイスキー、タラモアD.E.W. を発売した。
1954年、当時のアイルランドの多くの企業と同様に、禁酒法、英国アイルランド貿易戦争、アイルランド自由国によって導入された高税などのさまざまな要因による販売の落ち込みにより、蒸留所は生産を停止した。
1960年代、ウィスキーの在庫が少なくなり、蒸留所を再開するのではなく、所有者はダブリンの蒸留所であるジョン・パワーズ＆サン社にブランドを売却することを選択し、1966年、そこは他の2つのアイルランドの蒸留所と合併し、アイリッシュ・ディスティラーズ（Irish Distillers）を設立し、1970年代には既存の蒸留所を閉鎖し、コーク県ミドルトンに建設された新しい蒸留所（New Midleton Distillery）に生産を統合した。
1994年、アイリッシュ・ディスティラーズは、世界的な販売資源をジェムソン・アイリッシュ・ウイスキーに集中して、このブランドはC＆Cグループに売った。その後、C＆Cグループはリキュールとスピリット事業全体（タラモア・デューを含む）を売却し、2010年にウイリアム・グラント＆サンズ社が3億ユーロで買収した。その時点で、タラモア・デューはミドルトン蒸溜所でのライセンスの下でまだ生産されていた。したがって、ブランドの拡大はミドルトンからのウイスキーの入手可能性を頼りにして、大幅な成長が予想されたため、会社は、外部委託生産ではなく、タラモアに新しい蒸留所を建設することを選択した。
蒸留所の建設は段階的に行われ、2014年にフェーズ1が完了し、60年ぶりにウィスキーの生産がタラモアに戻った。新蒸留所はモルトとポットスティル（単式蒸留）の両方のウイスキーを生産する能力を持っていた。ただし、グレインウイスキーの生産を可能にするための連続式蒸留器はまだ設置されおらず、したがって、タラモア・デューは計3種類のウイスキーをブレンドしたものとなりブレンド用のグレインウイスキー部分は、フェーズ2が完了するまでミドルトンから供給され続けることとなった。
2015年の時点での売り上げは年間約950,000ケースである（2005年以降2倍になっている）。

## 製品群

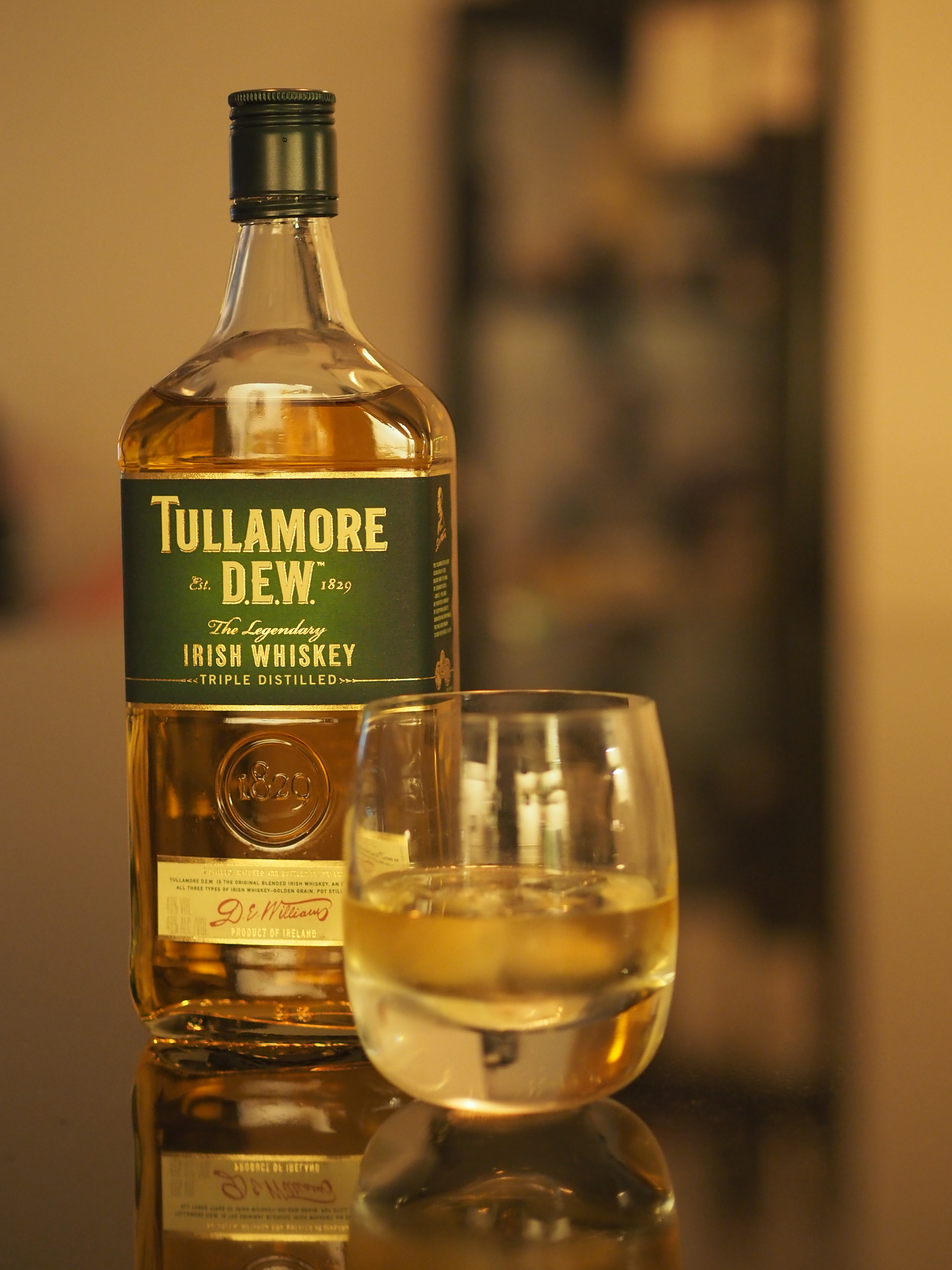
タラモア・デュー オリジナル

2019年現在、8種類のウイスキーがタラモア・デューのブランドで販売されている。
- タラモア・デュー オリジナル（40％ABV）：三段蒸留と麦芽のブレンドにグレインウイスキーを加えてバーボンとシェリーの元樽で熟成[12]。
- タラモア・デュー シングルモルト10年（40％ABV）：バーボン、オロローソ・シェリー、ポート、マデイラの元樽で熟成されたシングルモルト[13]。
- タラモア・デュー スペシャルリザーブ12年（40％ABV）：ポットスチルとモルトの高含有ブレンド。バーボンとシェリーの元樽で12〜15年間熟成[14]。
- タラモア・デュー フェニックス（55％ABV）：タラモアの町をほぼ焼失させた1785年の熱気球事故にちなんで名付けられた。ポットスチル高含有量のブレンド、オロロソのシェリー樽で熟成。空港店でのみ入手可能[15]。
- タラモア・デュー 15年トリオロジー（三部作）（40％ABV）：ブレンド。バーボン、オロロソ、ラムの元樽で熟成[16]。
- タラモア・デュー オールドボンデッドウエアハウス（旧保税倉庫）リリース（46％ABV）：旧保税倉庫でのビジターセンターのオープンを祝って2012年にリリースされた（そのため、この名前が付けられた）、ビジターセンターでのみ入手可能。オロロソ樽で熟成[17]。
- タラモア・デュー サイダーキャスク（40％ABV）：リンゴサイダー樽仕上げ。 2015年6月に発売され、空港の小売店を通じて販売された。リンゴサイダー樽で完成した最初のアイリッシュ・ウイスキーであると言われている。ウイスキーは、プレスされたリンゴを数ヶ月間発酵保管した樽に3ヶ月間保存されて仕上げられる[18]。
- タラモア・デュー XOラムキャスクフィニッシュ（43％ABV）：ポットスティル、モルト、グレインのオリジナルトリプル蒸留のトリプルブレンドアイリッシュ・ウイスキー。独特のトロピカルフルーツと穏やかなスパイスのフレーバーを与えるために、以前はデメラララムの熟成に使用され、最初にXOラムが充填された樽で仕上げられた。

## 知名度
- タラモア・デューはスティーグ・ラーソンの『ミレニアム』小説シリーズの主人公リスベス・サランダー（英語版）が選んだウイスキーである[19]。
- 初期の頃、フォークシンガーのデイブ・ヴァン・ロンク（英語版）は、頻繁にステージでトレードマークのタラモア・デュー陶製ジョッキを隣に置いて演奏していた[20]。
- ハンター・S・トンプソンは、後に集められた彼の初期の手紙コレクション『The Proud Highway』（1997）では、タラモア・デューについて頻繁に言及している。 手紙が集められた時点で生産は終了していたが、古い製品がまだ市場に出まわっていたと想像できる。
- タラモア・デューは、ケビン・ハーン（英語版）の『The Iron Druid Chronicles』の未亡人マクドナウに選ばれたウイスキーである。